# Trithrinax
Trithrinax Von Martius, 1837 è un genere di piante della famiglia delle Arecacee (sottofamiglia Coryphoideae, tribù Cryosophileae), diffuso in Sud America.
Il nome deriva dal greco antico, ove tri significa albero e thrinax tridente.

## Descrizione
Il genere comprende palme spinose chiomate. Esse sono resistenti al freddo, al caldo, al vento, alla siccità, ai terreni poveri e ad altre condizioni ambientali avverse. I semi germinano rapidamente, ma la loro crescita completa è decisamente lenta.
Caratteristiche comuni alle specie di Trithrinax sono:
- Fiori: inflorescenze dell'ordine di centinaia di unità. I fiori hanno tre sepali, tre petali, sei stami e tre ginecei.
- Steli: Fogliame di foglie morte forma una coltre spinosa spessa attorno al tronco.
- Foglie: a forma di ventaglio (palmate), composte da fibre fortemente resistenti.
- Germogli: di colore rosso

## Distribuzione e habitat
Le specie del genere Trithrinax sono diffuse nelle vaste zone subtropicali del Sudamerica: Bolivia, Brasile, Paraguay, Uruguay, Argentina. Esse prediligono ambienti secchi, aperti o foreste, con inverni da moderati a freddi.

## Tassonomia
Nella prima edizione  di Genera Palmarum (1987), Natalie Uhl e John Dransfield posero il genere Trithrinax nella sottofamiglia delle Coryphoideae, tribù delle Corypheae e sottotribù delle Thrinacinae. Successive analisi filogenetiche hanno mostrato che i membri Thrinacinae del Vecchio Mondo e quelli del Nuovo Mondo non sono strettamente correlati. In conseguenza Trithrinax e generi connessi sono stati posti nella loro propria tribù delle Cryosophileae.
Il genere comprende le seguenti specie:
- Trithrinax brasiliensis Mart.
- Trithrinax campestris (Burmeist.) Drude & Griseb.
- Trithrinax schizophylla Drude

## Usi
Le fibre delle foglie sono utilizzate come materia prima per tessili, abiti rustici e prodotti di artigianato. Dai semi si può estrarre un olio. I frutti sono utilizzati localmente al fine di produrre per fermentazione bevande alcoliche.